# Targ w Opocznie
Targ w Opocznie – targ odbywający się w Opocznie, mający tradycję sięgającą XVIII wieku.
W dawnych czasach na jarmarki przyjeżdżali kupcy z odległych okolic. Handlowano drewnem, żelazem, płótnem, farbami do materiałów. W Opocznie dużą część handlujących stanowili Żydzi. W XIV wieku zasłynęła córka kupca opoczyńskiego Esterka Małach, która jak mówi podanie była przyjaciółką króla Kazimierza Wielkiego. Żydzi osiedlali się na przedmieściu zamkowym, budowali kramy i jatki, handlowali, zamieszkiwali całe ulice. Przyczynili się oni poprzez własne wzbogacanie do rozwoju miasta. Miejscowi rzemieślnicy zależni byli od wymiany towarów z żydowskimi kupcami na większą skalę niż w innych miejscowościach.
Po 1945 roku tradycja targu w Opocznie nie upadła, nadal odbywa się czwartkowy jarmark, przyciągając kupujących z sąsiednich gmin.